# Austrolimnophila (Austrolimnophila) leucomelas
Austrolimnophila (Austrolimnophila) leucomelas is een tweevleugelige uit de familie steltmuggen (Limoniidae). De soort komt voor in het Australaziatisch gebied.